# Sentraltind
Sentraltind är, med en höjd på 2 348 meter, Norges tionde högsta berg. Sentraltind ("central topp") namngavs av en av de första som besteg berget, Carl Hall. Namnet syftar på att tre av bergsområdet Hurrunganes åsar möts på denna topp. Sentraltind ligger i Luster, Vestland fylke.